# São Domingos do Azeitão
São Domingos do Azeitão – miasto i gmina w Brazylii, w Regionie Północno-Wschodnim, w stanie Maranhão.  
Ma powierzchnię 960,93 km². Według danych szacunkowych z 2019 roku gminę zamieszkiwały 7392 osoby. 
W 2017 roku produkt krajowy brutto per capita wyniósł 23 804,32 reali brazylijskich.
Gminę utworzono w 1994 roku.